# Alotropické modifikace fosforu
Elementární fosfor vytváří řadu alotropických modifikací, nejběžnější je bílý a červený fosfor. Celkem je známo dvanáct alotropických modifikací, jak krystalických, tak i amorfních.

## Bílý fosfor

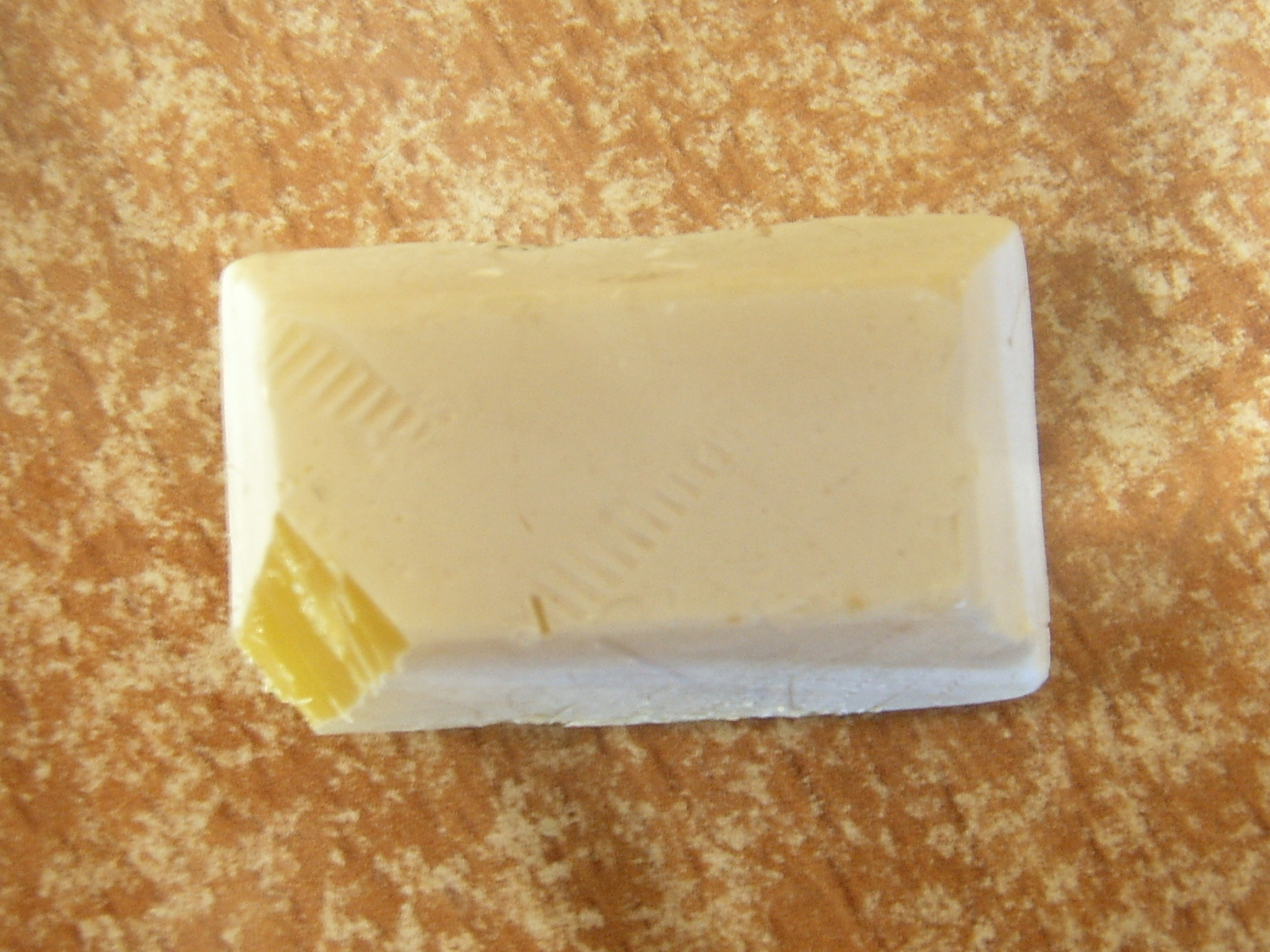
Bílý fosfor

Bílý fosfor je tvořen tetraedrickými molekulami P4, díky silnému pnutí uvnitř molekuly je velmi reaktivní. Vytváří dvě krystalové modifikace, α forma je definována jako standardní stav fosforu, ale je termodynamicky nestabilní. Hexagonální forma β vzniká ochlazením α modifikace na -76,9 °C.
Bílý fosfor je nerozpustný ve vodě, ale dobře se rozpouští v sirouhlíku, PCl3, POCl3 a kapalném SO2. Na vzduchu je samozápalný a je toxický. Při oxidaci dochází ke vzniku P4O10, který má tvar adamantanu a vzniká vložením atomů kyslíku do všech šesti vazeb P-P, zbylé čtyři kyslíky jsou vázány jako terminální.

### Výroba a využití
Průmyslově se vyrábí žíháním fosforitu v přítomnosti uhlíku a křemenného písku. Elementární fosfor se uvolňuje jako plyn a je jímán do kyseliny fosforečné. Děj lze popsat následující chemickou rovnicí:
2 Ca3(PO4)2 + 6 SiO2 + 10 C → 6 CaSiO3 + 10 CO + P4
Vzhledem k jeho vlastnostem, především toxicitě a samozápalnosti, se využívá v chemických zbraních.

## Červený fosfor

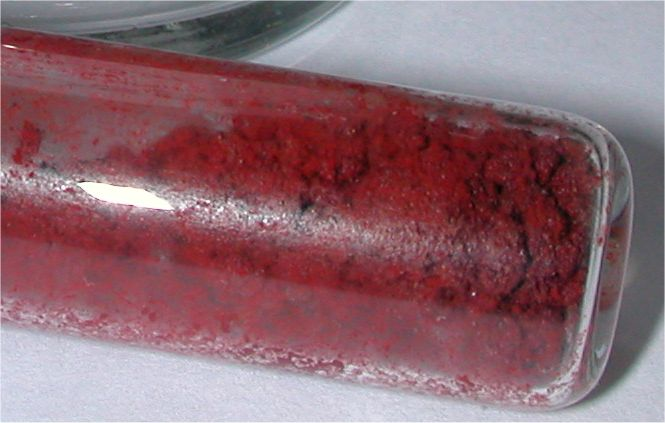
Červený fosfor

Červený fosfor je amorfní látka načervenalé barvy. Vzniká zahříváním bílého fosforu na teplotu 270 až 300 °C v inertní atmosféře nebo působením slunečního světla na bílý fosfor. Je tvořen amorfní sítí, dalším zahříváním může dojít ke krystalizaci. Na rozdíl od bílého fosforu je na vzduchu stabilní až do teploty 240 °C. Tvoří několik amorfních i krystalických forem. Je špatně rozpustný ve vodě a běžných organických rozpouštědlech. Na rozdíl od bílého fosforu není rozpustný v sirouhlíku.

### Využití
Červený fosfor se používá jako velice účinný zpomalovač hoření, především v polymerech (polyamidech, epoxidových pryskyřicích nebo polyurethanech). Potlačování hoření je založeno na tvorbě polyfosforečných kyselin. Ty společně s organickým materiálem tvoří při hoření saze, které brání rozšiřování plamenů.
V chemii se občas používá jako redukční činidlo. Například v přítomnosti stopového množství jódu jako katalyzátoru je schopen redukovat chlorsulfáty na thioly.
Používá se v zápalkách, kde je zapálí v kontaktu s chlorečnanem draselným.

## Fialový fosfor

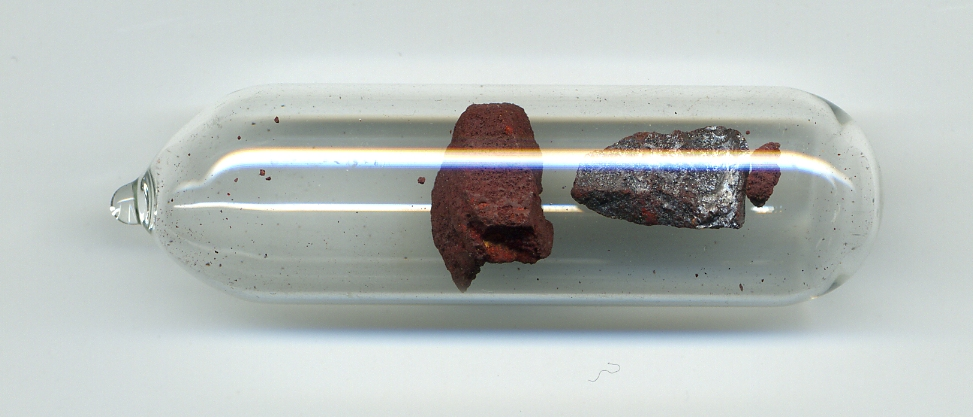
Fialový fosfor (vpravo) a červený fosfor (vlevo)

Fialový fosfor, označovaný jako Hittorfův fosfor, byl poprvé připraven v roce 1865 zahříváním červeného fosforu v zatavené trubici na teplotu 530 °C. Lze jej připravit i krystalizaci z taveniny olova.
Je tvořen provázanými řetězci, které jsou uspořádány do vrstev. Řetězce ve vrstvě jsou kolmé vůči řetězcům z okolních vrstev, vrstvy jsou navzájem propojeny vazbami P-P.
Je nerozpustný v běžných rozpouštědlech a na vzduchu hoří až při teplotách nad 300 °C. Kyselinou dusičnou jej lze oxidovat na kyselinu fosforečnou. Zahříváním v inertní atmosféře dochází k sublimaci a páry kondenzují za vzniku bílého fosforu. Sublimací ve vakuu a prudkým ochlazením par získáme fialový fosfor.

## Černý fosfor

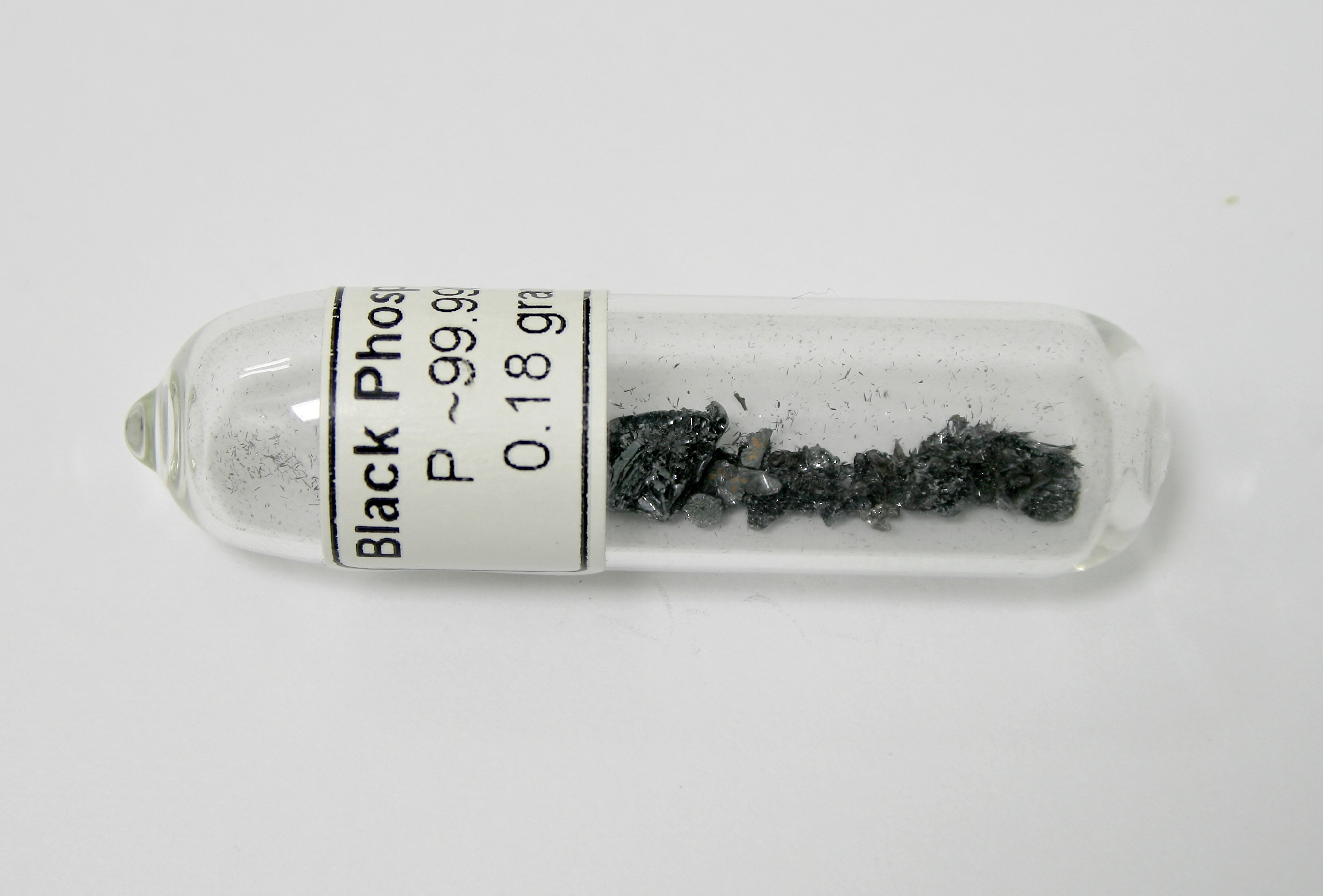
Černý fosfor

Termodynamicky nejstabilnější formou fosforu je černý fosfor. Lze jej připravit zahříváním bílého fosforu na 200 °C za tlaku 1,2 GPa. Černý fosfor je polovodivý, jeho elektrické vlastnosti jsou silně závislé na nečistotách ve struktuře.